# باکیوو (شهرستان بلورتسکی، باشقیرستان)
باکیوو (انگلیسی: Bakeyevo, Beloretsky District, Republic of Bashkortostan) یک شهرک در شهرستان بلورتسکی باشقیرستان کشور روسیه است.